# Anomiopus germari
Anomiopus germari là một loài bọ cánh cứng trong họ Bọ hung (Scarabaeidae).